# Muzeum Miejskie w Siemianowicach Śląskich
Muzeum Miejskie w Siemianowicach Śląskich – muzeum dotyczące historii Górnego Śląska i miasta Siemianowice Śląskie.  Znajduje się ono w zabytkowym XVIII-wiecznym spichlerzu, w zespole pałacowo-parkowym. Muzeum organizuje wystawy stałe i tymczasowe, a także seminaria oraz spotkania o charakterze naukowo-oświatowym.

## Historia
Początek działalności muzealnej przypada na rok 1966, kiedy to Towarzystwo Miłośników Siemianowic Śląskich postanowiło zebrać dokumenty i przedmioty powiązane z historią regionu. Opiekowało się ono także miejscami pamięci i pomnikami dotyczącymi powstań śląskich oraz II wojny światowej. 21 lipca 1974 roku otwarto Miejską Izbę Tradycji Ruchu Robotniczego i Perspektyw Miasta. Jej siedzibą był XVIII-wieczny spichlerz służący wcześniej za budynek gospodarczy PGR. Charakter placówki zmieniał się wraz z upływem czasu, aż do 17 października 1991 roku, kiedy to nadano placówce statut Muzeum Miejskiego.

## Działy muzeum
Muzeum Miejskie w Siemianowicach Śląskich składa się z trzech działów zajmujących się różnymi dziedzinami, a należą do nich:
- Dział historii – gromadzący pamiątki związane z dziejami miasta i całego regionu[3];
- Dział etnografii – zajmujący się kulturą tradycyjną zarówno przemysłową jak i rolniczą[3];
- Dział sztuki – wystawiający prace plastyczne współczesnych twórców[3].